# Messel
Messel är en kommun i det tyska förbundslandet Hessen. Kommunen har cirka 4 000 invånare, på en yta av 15 kvadratkilometer, och ligger nordöst om Darmstadt. Messel nämndes första gången år 800 i ett dokument från klostret i Lorsch. Kommunen är känd för sin gruva, som är ett världsarv.

## Historiska namn
- 800: Massila
- 813: Massilia
- 1105: Stehelin Mesela
- 1303: Messela
- 1308: Messele
- 1358: Messel
- 1438: Messeln
- 1454: Messel
- 1688: Meschell
- 1688: Mesßel
- 1722: Mescheln
- i dag: Messel

## Demografi
| Diagram, år 1829 till 2015 |

## Galleri

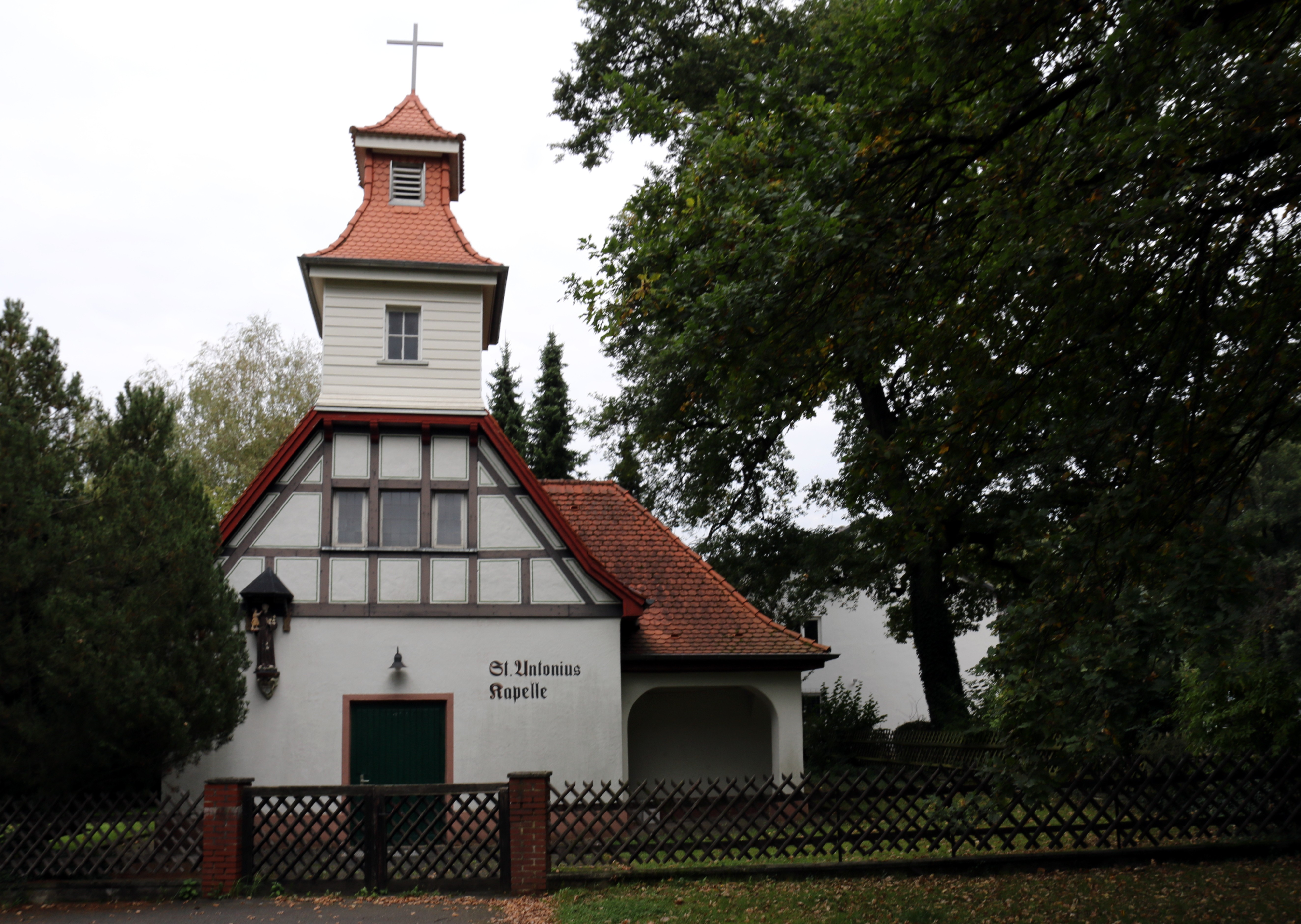
Katolska filialkyrkan "St. Antonius" (2015)
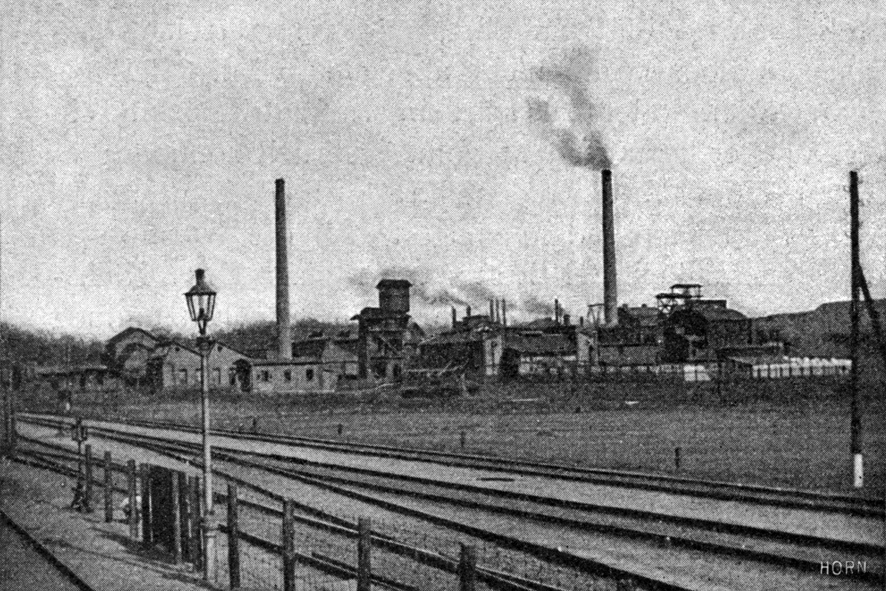
Järnvägsstation Messel, före 1907
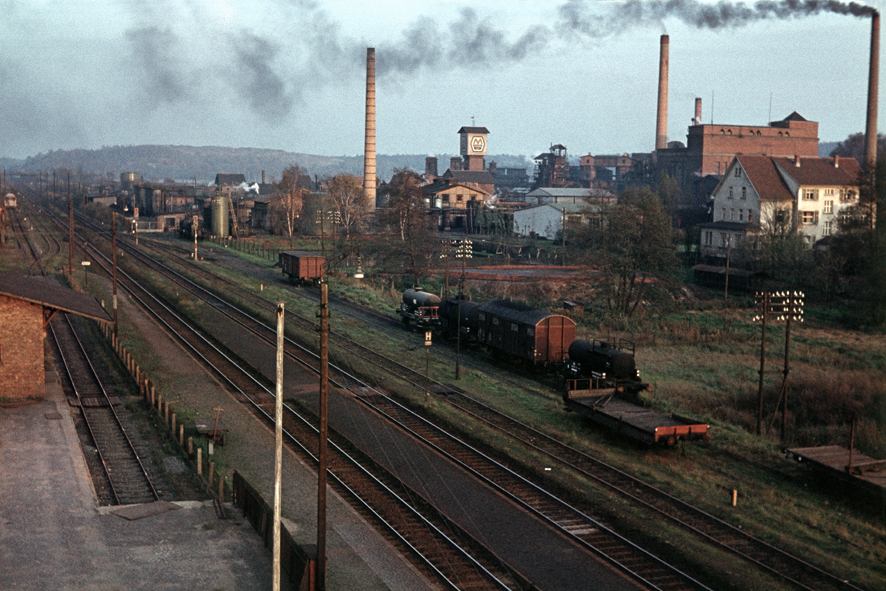
Järnvägsstation Messel och "Paraffin- und Mineralölwerk Messel", runt 1950
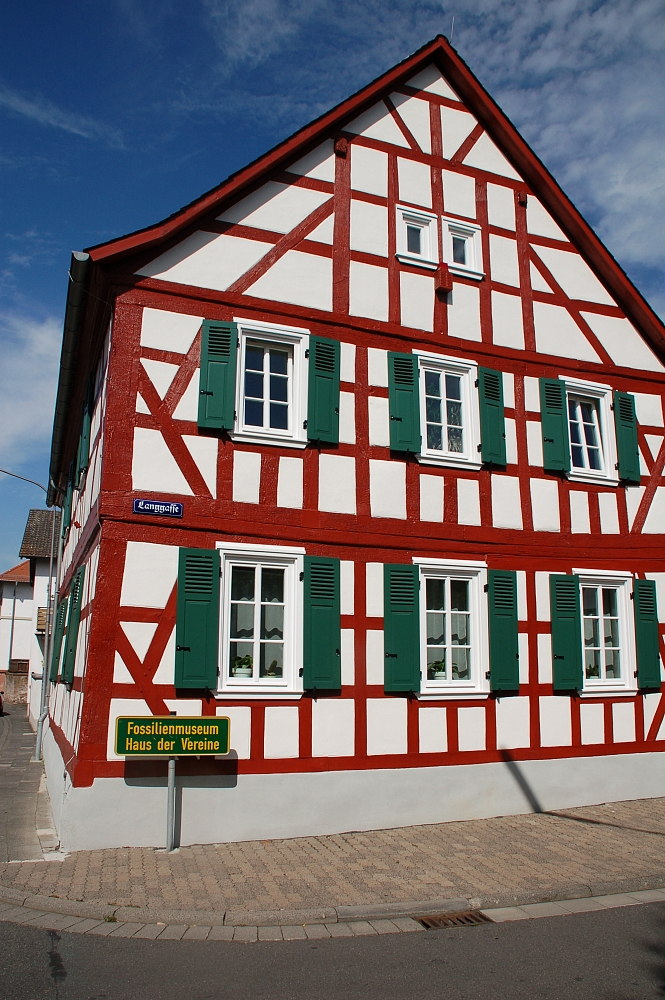
Museum i Messel (2006)
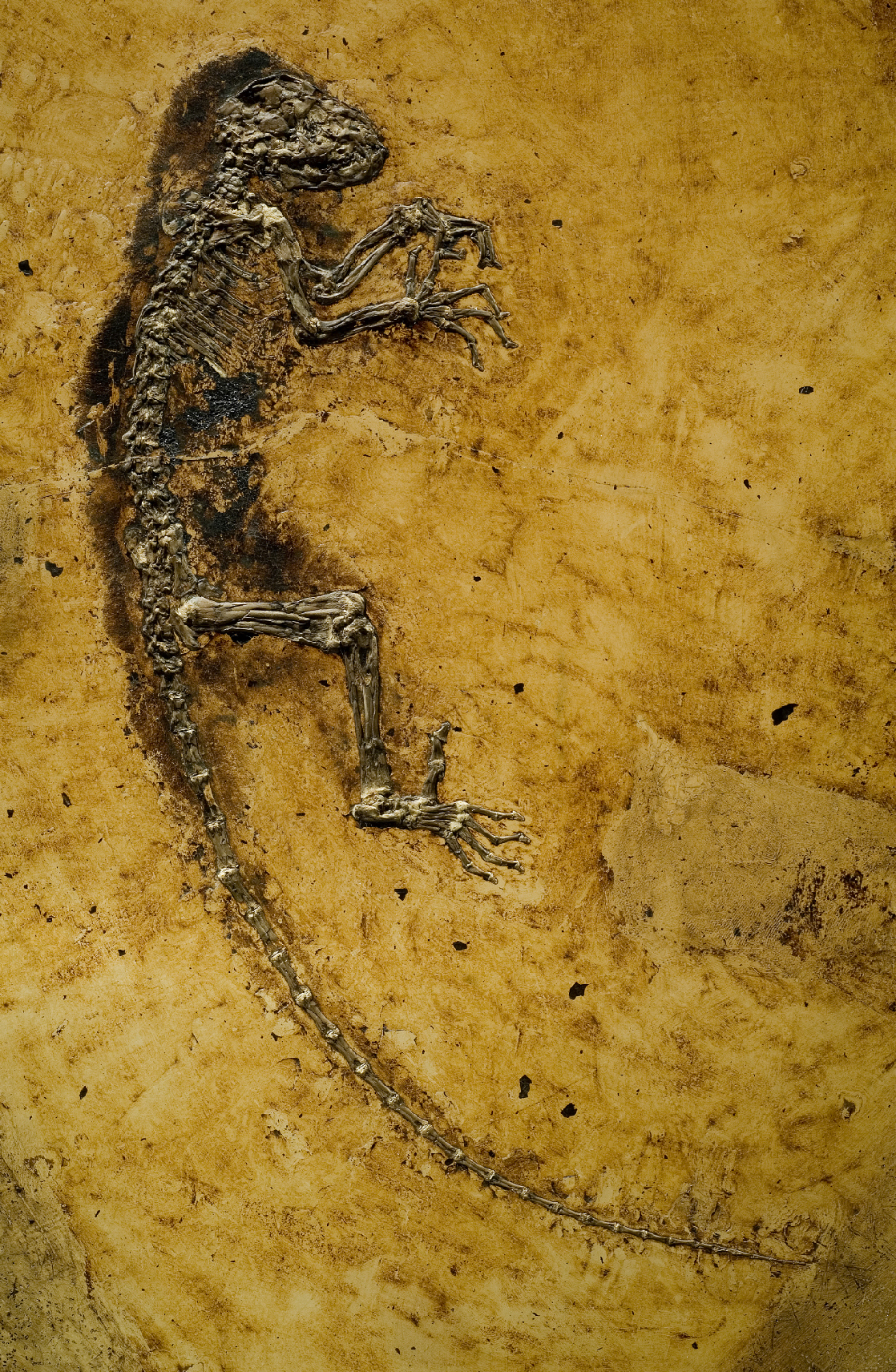
Darwinius masillae